# IO Interactive
IO Interactive A/S  (talvolta abbreviata in IOI) è una casa sviluppatrice di videogiochi danese fondata nel settembre 1990, IO Interactive è stata acquisita dall'editore Eidos Interactive per 23 milioni di sterline nel marzo 2004, che è stata acquisita da Square Enix e ribattezzata Square Enix Europe nel 2009. Nel maggio 2017, Square Enix ha cessato i finanziamenti per IO Interactive e ha iniziato a cercare un acquirente per lo studio.
È famosa essenzialmente per la serie di videogiochi Hitman.
Fondata da un gruppo di sviluppatori della Reto-Moto, formata da ex dipendenti delle aziende Zyrinx e Lemon. In tutti i loro videogiochi, IO Interactive ha utilizzato il proprio motore di gioco Glacier Engine.
Nell'ottobre 2010 il sito Eurogamer ha riportato che il personale della IO Interactive era stato ridotta a 35 persone. A dichiararlo è stato il produttore George Broussard, cofondatore della 3D Realms. Inoltre, Broussard ha dichiarato che, contemporaneamente ad i licenziamenti, sono stati annullati dei progetti.

## Storia

### Anni 2010: la crisi e la risalita

#### 2013-2017: la ristrutturazione e l'indipendenza
Nel 2013 l'azienda annuncia una ristrutturazione dello studio, che ha portato ad una serie di licenziamenti nello staff della compagnia. Lo scopo è concentrarsi «sul futuro del franchise di Hitman, ed al momento è in pre-produzione con un nuovo progetto tripla A dedicato all'IP».
A Maggio 2017, durante la presentazione degli ultimi risultati finanziari, Square-Enix Holdings ha annunciato l'intenzione di vendere IO Interactive,acquisto nel 2009 dal publisher giapponese. Poco dopo arriva il commento di IO Interactive riguardo la separazione da Square-Enix e alcuni giorni dopo la stessa IO Interactive licenzia alcuni dipendenti. Nel Giugno 2017 l'azienda diventa indipendente, riuscendo a mantenere i diritti sulla serie Hitman: Square-Enix afferma che non è stato semplice abbandonare Hitman e IO Interactive.

#### 2017-2018: il rilancio con Hitman e l'espansione
Hitman supera i 5 milioni di giocatori ad Agosto 2017 e i 7 a Novembre dello stesso anno. A Ottobre 2017 IO Interactive annuncia l'arrivo di Hitman Game of the Year Edition: questa riedizione è disponibile dal 7 Novembre ed include la prima stagione completa e la nuova campagna Patient Zero.
A Maggio 2018 IO Interactive e Warner Bros. Interactive Entertainment pubblicano Hitman Definitive Edition, che comprende nuovi contratti, bug fix, pacchetto travestimenti e altro. Il mese dopo le due aziende annunciano ufficialmente Hitman 2. A Gennaio 2019 l'azienda si espande con una sede a Malmö, in Svezia, mentre a Luglio dello stesso anno esce la roadmap di Hitman 2 riguardo DCL e update gratuiti.

### Anni 2020: Project Dragon eProject 007
A Novembre 2020 l'azienda presenta il gioco sulle origini di James Bond col titolo Project 007: l'azienda lo considera "un nuovo inizio". A Dicembre dello stesso anno l'azienda apre i pre-order di Hitman 3 con uno speciale bonus per i fan: il gioco ottiene il miglior lancio di sempre per l'IP in termini di vendite digitali, permettendo all'azienda di recuperare i costi di sviluppo in soli 7 giorni dal lancio dello stesso e di registrare incassi da record.
A Febbraio 2021 si hanno nuove notizie riguardo Project 007: il gioco sarà un vero e proprio kolossal narrativo e conterrà "una storia lineare e delle missioni non lineari".
Ad inizio Aprile 2021 esce la notizia che Project 007 "non sarebbe stato l'adattamento di nessun film" e che "siamo estremamente eccitati nel sapere che possiamo lavorare su un nuovo James Bond che sarà completamente originale. Non ci faremo influenzare e non trarremo ispirazione da nessun film, gioco o altra opera di 007. Certo, rimarrà aderente al personaggio canonico di James Bond ma il nostro 007 avrà una sua riconoscibilità e autenticità." Poco dopo esce la notizia che l'azienda decide di mettere in pausa la serie di Hitman e di dedicarsi ad una nuova IP. Visto il successo di Hitman 3, l'azienda decide di aprire uno studio a Barcellona, andando ad affiancare quello principale di Copenaghen e l'altro di Malmö.
A Giugno 2021 si torna a parlare di Project Dragon, un MMO fantasy/medievale che uscirà in esclusiva su PC e Xbox (presumibilmente solo Xbox Series X/S e non su Xbox One).
A Novembre 2021 si ha notizia che l'azienda assume talenti per Project 007: l'azienda cerca esperti di giochi d'azione in terza persona e di IA.
Ad Agosto 2022 si hanno notizie riguardo alle possibili date di uscita di Project Dragon e Project 007 e si ha notizia di possibili microtransazioni e multiplayer in Project Dragon.
A Febbraio 2023 esce il primo artwork di Project Dragon, mentre l'azienda si dimostra fiduciosa per Project 007. A breve distanza escono altri aggiornamenti sui due giochi Project Dragon e Project 007.
A Marzo 2023 si ha un nuovo aggiornamento su Project 007, mentre alcuni mesi dopo arriva la conferma che Project Dragon è esclusiva PC e Xbox Series X/S. A Luglio 2023 si ha notizia dell'apertura di un nuovo studio, questa volta a Brighton, mentre il mese dopo arrivano ulteriori aggiornamenti su Project Dragon e Project 007.

## Giochi

### Giochi sviluppati
| Anno | Titolo                                 | Piattaforme                                                                                         | Publisher                              |
| ---- | -------------------------------------- | --------------------------------------------------------------------------------------------------- | -------------------------------------- |
| 2000 | Hitman: Codename 47                    | Microsoft Windows                                                                                   | Eidos Interactive                      |
| 2002 | Hitman 2: Silent Assassin              | GameCube, Microsoft Windows, PlayStation 2, Xbox                                                    | Eidos Interactive                      |
| 2003 | Freedom Fighters                       | GameCube, Microsoft Windows, PlayStation 2, Xbox                                                    | Electronic Arts                        |
| 2004 | Hitman: Contracts                      | Microsoft Windows, PlayStation 2, Xbox                                                              | Eidos Interactive                      |
| 2006 | Hitman: Blood Money                    | Microsoft Windows, PlayStation 2, Xbox, Xbox 360                                                    | Eidos Interactive                      |
| 2007 | Kane & Lynch: Dead Men                 | Microsoft Windows, PlayStation 3, Xbox 360                                                          | Eidos Interactive                      |
| 2009 | Mini Ninjas                            | macOS, Microsoft Windows, Nintendo DS, PlayStation 3, Wii, Xbox 360                                 | Eidos Interactive, Feral Interactive   |
| 2010 | Kane & Lynch 2: Dog Days               | Microsoft Windows, PlayStation 3, Xbox 360                                                          | Square Enix                            |
| 2012 | Hitman: Absolution                     | macOS, Microsoft Windows, PlayStation 3, Xbox 360                                                   | Square Enix, Feral Interactive         |
| 2016 | Hitman                                 | Linux, macOS, Microsoft Windows, PlayStation 4, Stadia, Xbox One                                    | Square Enix, Feral Interactive         |
| 2018 | Hitman 2                               | Microsoft Windows, PlayStation 4, Stadia, Xbox One                                                  | Warner Bros. Interactive Entertainment |
| 2021 | Hitman 3                               | Microsoft Windows, Nintendo Switch, PlayStation 4, PlayStation 5, Stadia, Xbox One, Xbox Series X/S | IO Interactive                         |
| 2026 | 007 First Light                        | Microsoft Windows, Nintendo Switch 2, PlayStation 5, Xbox Series X/S                                | IO Interactive                         |
| TBA  | Project Dragon (titolo in lavorazione) | Xbox Series X/S                                                                                     | IO Interactive                         |

### Giochi cancellati
- Rex Dominus
- Gioco senza nome per Microsoft (2009)